# Кольцово (Омская область)
Кольцово — деревня в Кормиловском районе Омской области России. Входит в состав Юрьевского сельского поселения.

## История
Основана в 1892 г. В 1928 г. состояла из 166 хозяйств, основное население — русские. Центр Кольцовского сельсовета Иконниковского района Омского округа Сибирского края.

## Население
| 2010 |
| ---- |
| 150  |